# Arany kalapács
Az eszköz törvénye, más néven arany kalapács vagy a kalapács törvénye olyan kognitív torzítás, aminek lényege, hogy az ismerős eszközt olyan dolgokra is megpróbálják használni, amire lennének más, jobb, de nem vagy csak kevésbé ismert eszközök. A hozzáállás tömör megfogalmazása – ha a kalapács az egyetlen szerszámod, mindent szögnek nézel – Abraham Maslow egy 1966-os kijelentéséből származik.
A törvény megfogalmazását tulajdonítják Maslownak és Abraham Kaplannak, habár már korábban felismerték. Az, hogy ki volt az első, szintén nem egyértelmű, Buddhától Baruchig tulajdonítják mindenkinek. Itt Baruch nem a próféta, hanem Bernard M. Baruch, tőzsdei spekulátor és író. Mark Twainről is feltételezik, de nem található ilyen az életművében.
Sharlyn Lauby szerint a megoldás az, hogy gondosan kell megválasztani azokat az eszközöket, melyekkel dolgozni fogunk. Egyes eszközök adaptálhatók, másokat viszont csak arra lehet használni, amire kitalálták őket.

## Előfordulása

### Pszichiátria
Az arany kalapács megfigyelhető volt éppen a pszichiátriában. Maslow korában csak két szert ismertek, a stelazine-t és a thorazine-t, amelyek antipszichotikumok voltak. Így minden pszichiátriai betegséget úgy kezeltek, mintha pszichózisok lettek volna.

### Számítógép-programozás
A számítógép-programozásban az arany kalapács egy olyan ismerős technológia, amit különböző problémák megoldására használnak, habár lennének más, hatékonyabb eszközök is. Ezt az antimintát 1998-ban írták le.
José M. Gilgado szoftverfejlesztő szerint a törvény a 21. században is aktuális, és alkalmazható a szoftverfejlesztésben. Gyakran megfigyelte, hogy a fejlesztők újra és újra használják ugyanazokat az eszközöket a legkülönfélébb problémák megoldására. Megállapítása szerint ez a komfortzónához való ragaszkodás, hogy elkerüljék a kockázatot. A probléma az, hogy ha mindig ugyanazokhoz az eszközökhöz ragaszkodnak, akkor nem fog fejlődni a tudásuk, nem tudják összehasonlítani más eszközökkel, amelyek lehet, hogy jobbak. Ide tartozhat egy új programozási nyelv megtanulása. Megemlíti, hogy a RubyMotion lehetővé teszi a kevéssé ismert nyelv beburkolását egy ismerős nyelvbe, bár használatát nem javasolja, mivel nem segíti az új nyelv gyakorlását és használatát, így azt a programozó nem is fogja megtanulni.

### Pedagógia
2016-ban egy megfigyelő szerint a kalapács törvénye volt a legkevésbé tárgyalt törvény a pedagógiában, habár a legfontosabb figyelmeztetés a pedagógiáról szóló vitákban.
Véleménye szerint ezért is óvatosnak kell lenni az új módszerekkel: Hányszor olvassuk, hogy az új eszköz mindent megváltoztat a pedagógiában? Tudjuk, hogy ez nem igaz, még ha az illető meg is van győződve a maga igazáról. Egyes nevelők azt mondják: Tanítsuk meg az összes gyereket kódolni.

## Kapcsolódó fogalmak
A szűklátókörűség egy másik kifejeződése az, amikor az illető csak a saját szakmájának szemszögéből látja a dolgokat. Ennek egy speciális fajtája, amikor a döntéshozók csak a saját szakmájukat veszik figyelembe a döntések meghozásakor.

## Története
Az angol „Birmingham screwdriver” (birminghami csavarhúzó) a kalapácsra használt kifejezés, ami legalább egy évszázaddal korábbról ismert, mint Maslow és Kaplan gondolata.
1868-ban egy londoni hetilap, a Once a Week írt a megfigyelésről: Adj egy fiúnak egy kalapácsot és egy vésőt; és tantsd meg, hogy lehet őket használni. Ekkor elkezdi ütögetni az ajtólapokat, kivésni az ablakkeretek sarkait és a zsalukat, egészen addig, amíg meg nem tanítod jól használni, és tevékenységét korlátok közé szorítani.

### Abraham Kaplan
Abraham Kaplan 1964-ben jelentette meg írásban a következőt: Adj egy fiúnak egy kalapácsot, és azt fogja, hinni, hogy minden kalapálást igényel, amivel találkozik. Ezt a szerszám törvényének nevezte.
1962-ben Abraham Kaplan filozófiaprofesszor az American Educational Research Association bankettjén, az UCLA által biztosított helyszínen tartott beszédében már megemlítette a fenti felismerést. A háromnapos eseményről a Journal of Medical Education egy cikke számolt be. Eszerint Kaplan sürgette, hogy a kutatók mindig jól gondolják meg, hogy mely kutatási módszereket választják. Mivel az, hogy bizonyos módszerek kézenfekvők, vagy ezt tanulták, még nem biztosítja, hogy ezek a módszerek megfelelőek lesznek minden problémára. Ezután említette meg a szerszám törvényét.
Kaplan a The Conduct of Inquiry: Methodology for Behavioral Science (1964) cikkében is megemlítette a szerszám törvényét a kutatással kapcsolatban. Nem meglepő, hogy a kutatók úgy fogalmazzák meg a problémafelvetést, ahogy azt azok a technikák igénylik, amelyekben ők járatosak. A The Library Quarterly egy 1964-es cikkében ismét idézte a törvényt, egy hasonló megfogalmazással a tudomány szempontjából.

### Tomkins és Colby
Az 1963-ban megjelent Computer Simulation of Personality: Frontier of Psychological Theory című esszégyűjteményben Silvan Tomkins arra jutott: ahelyett, hogy az eszközöket igazítanák a munkához, a munkát igazítják az eszközökhöz. Ha valakinek kalapácsa van, akkor szögeket keres; ha pedig adott tárkapacitású számítógépe, de érzelmek nélkül, akkor inkább emlékezéssel és problémamegoldással foglalkozik, mint érzelmekkel. Kenneth Mark Colby ugyanebben a könyvben ezt írta: Ezt állítja a szerszám első törvénye: Ha egy fiúnak adsz egy kalapácsot, akkor hirtelen azt hiszi, hogy mindent meg kell kalapálnia. A számítógép-program lehet a mi kalapácsunk, de ki kell próbálnunk. Nem lehet csak karosszékben gondolkodni arról, hogy lesz-e értéke.

### Abraham Maslow
Maslow kalapácsa, népszerűen: Ha a kalapács az egyetlen szerszámod, mindent szögnek nézel, és ennek változatai 1966-ban jelent meg Maslow The Psychology of Science című könyvében. Abraham Maslow autómosó gépekről írt, amelyek bonyolult és kifinomult gépek, de mindent megmosandó autóként kezelnek. Ehhez hasonlította azt a helyzetet, amikor a kalapács az egyetlen szerszám.

### Robert Kagan
Robert Kagan történész 2003-ban megjelent könyvében a törvény megfordítását javasolta: Ha nincs kalapácsod, akkor nem akarod azt, hogy bármi is szögnek nézzen ki. Kagan szerint ez fejezi ki a második világháború utáni Amerikai Egyesült Államok és Európa közötti katonai szemlélet különbségét.

### Lee Loevinger
Lee Loevinger, a Szövetségi Kommunikációs Bizottság tagja 1967-ben megalkotta saját hasonló törvényét az ellenállhatatlan használatról: Ha van egy kormányzati ügynökség, akkor az azt bizonyítja, hogy valamit szabályozni kell.
Warren Buffett 1984-ben kritizálta a pénzügyi piacok tudományos tanulmányozását, mivel nem megfelelő matematikai eszközöket használtak. Szerinte a matematikai eszközökre nem lenne szükség, de mivel itt vannak az adatok, és a kutatóknak sok fáradságába került, hogy megtanulják a matematikai módszereket, azért szükségesnek tartják azokat használni.

## Fordítás
Ez a szócikk részben vagy egészben  a   Law of the instrument című angol Wikipédia-szócikk ezen változatának fordításán alapul.  Az eredeti cikk szerkesztőit annak laptörténete sorolja fel. Ez a jelzés csupán a megfogalmazás eredetét és a szerzői jogokat jelzi, nem szolgál a cikkben szereplő információk forrásmegjelöléseként.